# チアガール VS テキサスコップ
『チアガール VS テキサスコップ』（原題：Man of the House）は、2005年制作のアメリカ合衆国のコメディ映画。スティーヴン・ヘレク監督、トミー・リー・ジョーンズ主演兼・製作総指揮。日本では劇場未公開。

## あらすじ
舞台はテキサス州オースティン。組織犯罪の重要な証人が何者かに殺された。そして、その現場を地元の大学でチアリーダーをしているアン、エヴィー、ヘザー、バーブ、テレサの5人の女子大生が目撃していた。5人が口封じのために命を狙われる恐れがあることから、当局は屈強なテキサス・レンジャーのローランド・シャープを護衛につかせることにする。
シャープは大学の女子寮で彼女たちと共同生活をすることになるが、そこは厳格な中年男と若くて自由奔放な女子大生、当然ジェネレーション・ギャップは深く、ことあるごとに衝突する。しかしやがて、両者の間には、シャープと大学の英文学教授モリー・マッカーシーとの交際をきっかけに、次第に信頼感が芽生えていく。だが、殺人犯の魔の手が徐々に彼女たちに忍び寄っていた…。

## キャスト
- ローランド・シャープ：トミー・リー・ジョーンズ（吹替：坂口芳貞）
- パーシー・スティーヴンス：セドリック・ジ・エンターテイナー（吹替：後藤哲夫）
- アン：クリスティーナ・ミリアン（吹替：もたい陽子）
- エヴィー：モニカ・キーナ
- ヘザー：ヴァネッサ・フェルリト
- バーブ：ケリ・ガーナー
- テレサ：ポーラ・ガーセス
- モリー・マッカーシー教授：アン・アーチャー
- エディ・ゼイン：ブライアン・ヴァン・ホルト
- ホルト：シェー・ウィガム
- リッグス：テレンス・パークス
- ニコルズ：R・リー・アーメイ
- ビンキー：パジェット・ブリュースター
- マギー・スワンソン：リズ・ヴァッシー
- エマ・シャープ：シャノン・ウッドワード（吹替：本名陽子）